# Cmentarz żydowski w Koszycach
Cmentarz żydowski w Koszycach – kirkut społeczności żydowskiej niegdyś zamieszkującej Koszyce. Powstał w XIX wieku. Znajduje się przy drodze do Opatowca w części Koszyc zwanej Przedmieście. Został zniszczony przez Niemców podczas II wojny światowej. Obecnie brak na nim nagrobków.
We wrześniu 2023 roku odbyła się uroczystość odsłonięcia pamiątkowej tablicy, przypominające o założeniu cmentarza w połowie XIX. wieku oraz jego rededykację. Przed rededykacją jego teren został w dużej części uporządkowany, zbudowano ogrodzenie, utwardzono dojazd do nekropolii.